# Penaeus merguiensis
La Mazzancolla indopacifica (Penaeus merguiensis (nome valido per WoRMS)) (Fenneropenaeus merguiensis (nome valido per SeaLifeBase) de Man, 1888),  è un crostaceo decapode appartenente alla famiglia Penaeidae.

## Descrizione
Può raggiungere i 24 cm, anche se i maschi, più piccoli, difficilmente superano i 20. La colorazione, che lo rende facilmente riconoscibile, varia dal verde-giallastro al grigio. Può essere confuso con Penaeus indicus.

## Comportamento
Durante il periodo riproduttivo può formare grandi gruppi.

## Distribuzione e habitat
Proviene dalle zone costiere con fondali fangosi nell'Indo-Pacifico, in particolare in Thailandia, Sri Lanka, India, Malaysia, Indonesia, Nuova Caledonia, Figi, Australia, Singapore e Filippine, Pakistan e golfo Persico, dove è pescato abbastanza frequentemente ed è una specie importante per l'acquacoltura.
Nel 2006 questa specie è stata segnalata nel golfo di Alessandretta, nel mar Mediterraneo; quasi sicuramente si trattava di esemplari fuggiti da allevamenti. Vive fino a 45 m di profondità.

## Interesse commerciale
È mediamente importante sia per l'acquacoltura che per la pesca. Viene pescato frequentemente in Sumatra, Australia, Nuova Guinea e Indonesia; in quest'ultimo paese e in Thailandia sono comuni gli allevamenti.  È la specie di gambero venduta più spesso in Pakistan. Viene venduto congelato.